# 亚历山德罗·阿比奥
亚历山德罗·阿比奥（義大利語：Alessandro Abbio，1971年3月13日—），意大利男子篮球运动员。他曾代表意大利获得2000年夏季奥运会篮球比赛男子第五名。他也在欧洲篮球锦标赛上获得一枚金牌和一枚银牌。